# FC Valga Warrior
FC Valga Warrior ist ein Fußballverein aus Valga in Estland, der in der Saison 2010 in der Esiliiga, der zweithöchsten Spielklasse des Landes, aktiv ist. Er trägt seine Heimspiele im 500 Zuschauer fassenden Keskstaadion in Valga aus.

## Geschichte
1997 erfolgte die Gründung des Vereins unter dem Namen FC Valga. Im Jahr 2006 wurde er in FC Valga Warrior umbenannt. Die Vereinsfarben sind Grün und Schwarz.
Insgesamt fünf Jahre, in der Saison 2000 sowie von 2003 bis 2006, spielte der Verein in der höchsten Spielklasse Estlands, der Meistriliiga.
In der Saison 2011 in der Esiliiga hat FC Valga Warrior den achten Platz belegt, musste er in der Relegation gegen den Sieger der Aufstiegsrunde antreten. Das Spiel hat der Verein verloren, musste damit absteigen.
Im Jahr 2023 spielte der Verein in der II Liga, der vierthöchsten Spielklasse des Landes.  In der East/North Gruppe wurde er letzter und gewann nur ein einziges Spiel gegen FC Lootus Kohtla-Järve. Zudem erzielten die Warriors nur 10 Tore und kassierten 249 Gegentore (9,5 Gegentore pro Spiel). Zusammen mit FK Pļaviņas DM gelten sie als eines der schlechtesten Fußballmannschaft in der Geschichte.